# Xu Dongxiang
Xu Dongxiang, född den 15 januari 1983 i Shaoxing i Kina, är en kinesisk roddare.
Hon tog OS-silver i lättvikts-dubbelsculler i samband med de olympiska roddtävlingarna 2012 i London.